# Zederik
Zederik (phát âmⓘ) là một đô thị ở phía tây Hà Lan, tỉnh Zuid-Holland. Đô thị này có diện tích 76,49 km² (trong đó có 2,72 km² mặt nước). Dân số năm 2004 là 13.546 người.
Đô thị Zederik được lập ngày 1 tháng 1 năm 1986 thông qua sáp nhập các đô thị Ameide, Hei- en Boeicop, Leerbroek, Lexmond, Meerkerk, Nieuwland,và Tienhoven. Đô thị này được đặt tên theo Zederik cổ, một con kênh chảy quan khu vực.
Các trung tâm dân số: Zederik bao gồm Ameide, Hei- en Boeicop, Leerbroek, Lexmond, Meerkerk, Nieuwland, và Tienhoven.